# GROM
För musikalbumet, se Grom.
"GROM" är ett cirka 650 man starkt polskt specialförband bestående av yrkesmilitärer. Namnet betyder "Åskknall" men uttyds på polska som: "Grupa Reagowania Operacyjno-Mobilnego" - på svenska: "Gruppen för Operativ Mobil Reaktion" och som en åskknall är de tänkta att kunna slå till var som helst i världen där polska intressen hotas. Enheten bedöms av amerikanska specialstyrkor höra till de 10 bästa i världen.
Enhetens fulla officiella namn är Jednostka Wojskowa Grom im. Cichociemnych Spadochroniarzy Armii Krajowej (Militärenheten Grom i Hemarméns Cichociemni Fallskärmsjägares namn).
Det formella militära namnet är 'Jednostka Wojskowa 2305 (Militär Enhet 2305) eller JW 2305 .

## Historia
År 1982 då Polen fortfarande hörde till Östblocket och Warszawapakten, stormades den polska ambassaden i Bern av terrorister och personalen togs som gisslan. General Edwin Rozłubirski föreslog då skapandet av en enhet som skulle kunna hantera liknande situationer. Hans förslag avslogs dock på grund av sovjetiska farhågor att man kunde börja utbilda polska enheter i gerillakrigföring mot sovjetisk närvaro i Polen.
1989 tilläts många judar i Sovjetunionen att flytta till Israel i Operacja MOST (Operation BRO). Eftersom många länder i väst fruktade islamisk terrorism så vägrade de att hjälpa till med flygtransporten av folket. Polen var ett av de få länder som dock hjälpte till under Operation Bro. När två polska diplomater i Beirut som repressalier för det polska deltagandet i luftbron till Israel sköts till döds av muslimska terrorister fick samma år överstelöjtnant Sławomir Petelicki uppdraget av dåvarande premiärminister Tadeusz Mazowiecki att hjälpa polska medborgare att säkert komma hem från Libanon.
När Petelicki hade fullbordat sitt uppdrag i Libanon lade han fram ett nytt förslag om bildandet av en specialstyrka som skulle skydda polska medborgare och intressen runt om i världen.
Denna gång godtogs förslaget och den 13 juli 1990 skapades GROM.

## Träning
JW Grom tränas regelbundet i samarbete med bland annat amerikanska Navy SEAL, Delta Force och brittiska SAS samt israeliska specialenheter. Detta samarbete inleddes delvis i hemlighet redan innan Polens utträde ur Warszawapakten 1991 och inträdet i NATO 1999. Särskilt USA bidrog till en början med utrustning och utbildning. Som specialister inom vissa områden rankas JW Grom minst lika bra som ovan nämnda enheter. Inom vissa områden, såsom närstrid och så kallad "cold killing" utan eldhandvapen, anses de t.o.m. överlägsna. Träningen är psykiskt och fysiskt mycket krävande. Samtliga vapenövningar utförs alltid med skarp ammunition, även övande av till exempel fritagande av gisslan eller inbrytningsaktioner av typen "killing house". Samtliga JW Grom-operatörer talar minst två främmande språk och 75% av dem har genomgått en gedigen sjukvårdsutbildning. Samtliga Grom-operatörer utbildas i både regelrätt markstrid, gisslanfritagande, sabotage, djup rekognosering bakom fiendelinjer samt luftlandsättande med fallskärm från upp till 10 km:s höjd och tränas även i att agera som attackdykare. Grom:s operatörer övar regelbundet terroristscenarion på polska färjor och reguljärt flyg tillhörande det polska LOT. De tränas även i all slags terräng och klimat runt om i världen. Man beräknar att bara en av tio sökande klarar den hårda gallringen. Som ett av få elitförband i världen, använder sig JW 2305 även av kvinnliga operatörer.
Efter ett känt och lyckat uppdrag i Irak 1991 där JW 2305 räddade 8 tillfångatagna amerikaner belönade USA:s regering den polska specialstyrkan med en stor mängd avancerad utrustning och så har det varit sen dess; lyckade uppdrag av JW 2305 som gynnade Polens allierade belönades med utrustning och allmänt utbyte mellan förband samt gemensam specialträning.

## Officiella och inofficiella operationer

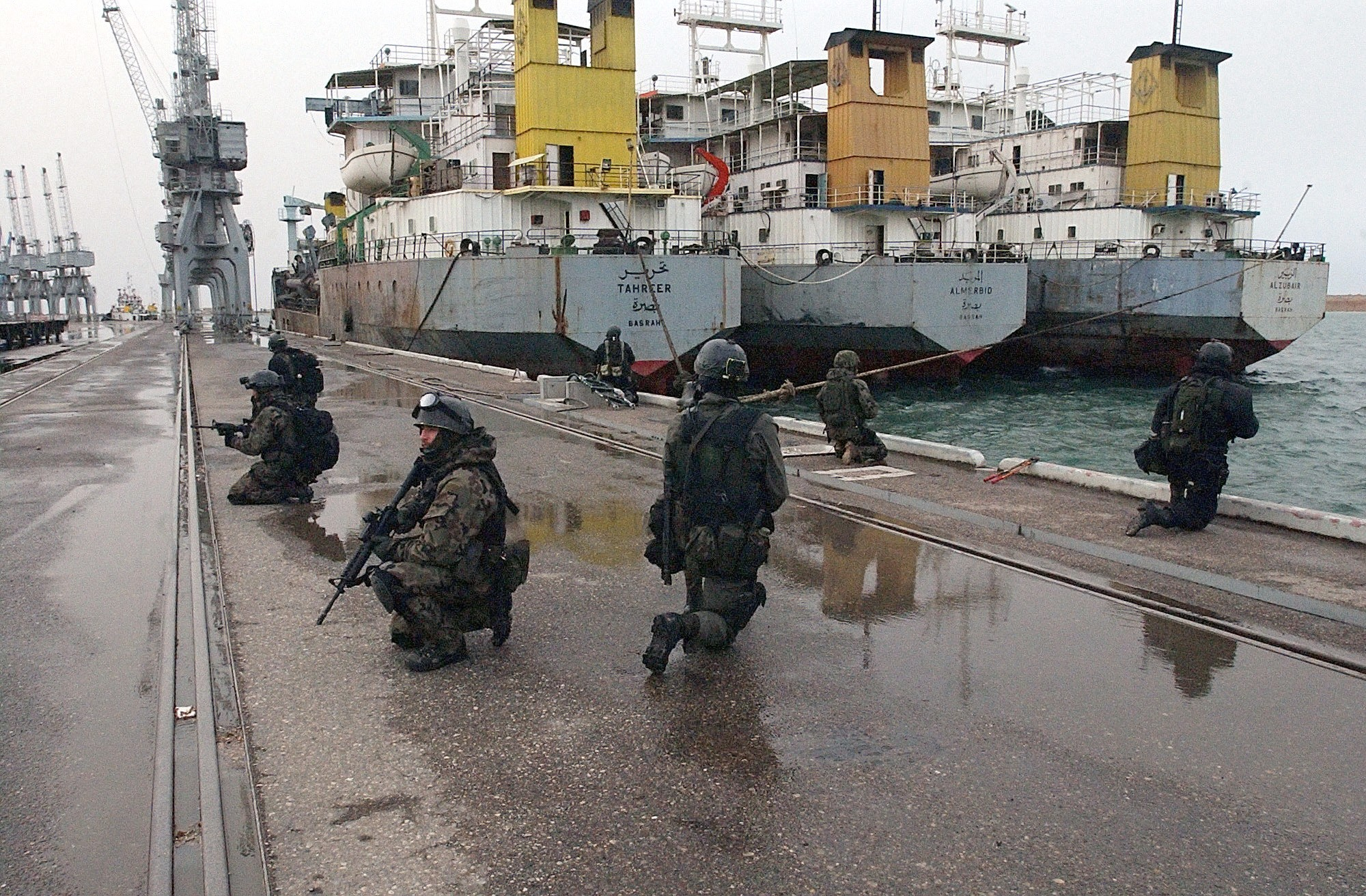
"GROM" soldater säkrar hamnen i Umm Qasr under invasionen av Irak år 2003.

Endast ca 30% av JW 2305:s operationer har kommit till allmänhetens kännedom enligt förbandets pensionerade grundare brigadgeneral Petelicki. Av dessa är majoriteten officiellt bekräftade. Övriga omtalade aktioner har valsat runt i polsk press utan att officiellt bekräftas.
- 1990 - Operation: "Simoom", operation som föregick Kuwaitkriget.
- 1991 under det första Irakkriget fritog JW 2305 två amerikanska CIA-agenter och sex amerikanska myndighetsoperatörer som hölls som gisslan.
- September 1994 - Operation "Återinstiftandet av demokrati" i Haiti.
- 1995 -99 - Lyckade insatser mot etablerandet av rysk maffia med anknytningar till före detta KGB-operatörer i Polen (inofficiellt).
- 1996 -99 - Spaning efter krigsförbrytare i Slavonien och Kosovo i Jugoslavien. Tillfångatagandet av 7 eftersökta krigsförbrytare, bland andra "Slaktaren av Vukovar" Slavko Dokmanović.
- 1999 - Kosovokriget, under NATO-bombningarna av Serbien och de serbiska delarna av Kosovo agerar GROM operatörer som eldledare bakom serbernas linjer. Livvakter åt USA:s ambassadör W.G Walker under hans mission i Kosovo och Makedonien.
- 2001 juni - juli - Agerande i bergen mellan Makedonien och Kosovo under konflikten i Makedonien 2001  mot den makedonsk-albanska gerillan UÇK som försöker provocera fram ett krig i Makedonien i likhet med den kosovoalbanska konflikten (inofficiellt). Jakt på krigsförbrytare i Kosovo. Afghanistan : Rekognoscering och säkrande av områden innan polska reguljära trupper anländer.
- Oktober 2001-2003- Invasionen av Afghanistan, Operation "Enduring Freedom".
- 2002 - utför ett 30-tal lyckade nattbordningar i Persiska viken mot oljesmugglande irakiska oljetankers bemannade med skolade fientliga legoknektar.
- Mars 2003 - Irakkriget, Operation Iraqi Freedom, mest i södra Irak i och runt Basra samt i Persiska viken, utmärkte sig särskilt i striderna om Umm Kasr (21 mars 2003) som öppnade tillgången till irakiska hamnlägen för USA:s flotta.
- 2003-2010 - Ockupationen av Irak, tillsammans med 2500 reguljära polska styrkor, ledare för den multinationella styrkan i sin lokala sektor av Irak. Drygt 200 uppdrag utförs. Infångandet av närmare av 25 av Saddam Husseins närmaste män.

- 2007 - Deltagande i operationen "Achilles" mot narkotikasmugglande krigsherrar i Ghazni, Paktita och Kandahar i Afghanistan.

- 2009 - Deltagande i operationen "Atalanta" mot somaliska pirater utanför Afrikas horn.

- 2009 - (oktober) Deltagande i operationen "Mountain Spider" som Task Force 49 mot talibaner i Afghanistan.

- 2012 - Det operativa ansvaret för säkerheten för deltagare och civila under fotbolls-EM i Polen.

- 2013 - Olika operationer och VIP-bevakning i Afghanistan. Bl.a. befrias 20 gisslantagna personer. Ansvarar för säkerheten och bevakningen av de reguljära polska trupperna i Bagram-provinsen.

- 2021 - Under de allierade truppernas tillbakadragande ut ur Afghanistan, evakuerar GROM drygt 1000 personer varav många VIP och medborgare från allierade stater samt afghaner som samarbetat med allierade stater och internationella organisationer.

- 2022 - Bevakar och skyddar Polens president Andrzej Duda under hans besök i Ukraina under brinnande krig mot Ryssland.